# Millthorpe
Millthorpe – miasto w Australii, w stanie Nowa Południowa Walia.